# Harpadon
Genre
Harpadon est un genre de poissons de la famille des Synodontidae.

## Systématique
Le genre Harpadon a été décrit en 1825 par le naturaliste français Charles Alexandre Lesueur (1778-1846) comme étant un sous-genre de Saurus.
Harpadon a pour synonymes :
- Harpodon Cuvier, 1829
- Peltharpadon Fowler, 1934
- Sauridichthys Bleeker, 1858
- Triurus Swainson, 1839

## Liste des espèces
Selon GBIF (3 septembre 2021) :
- Harpadon erythraeus Klausewitz, 1983
- Harpadon microchir Günther, 1878
- Harpadon mortenseni Hardenberg, 1933
- Harpadon nehereus (Hamilton, 1822)
- Harpadon nudus Ganga, Thomas & Sukumaran, 2016
- Harpadon squamosus (Alcock, 1891)
- Harpadon translucens Saville-Kent, 1889

## Publication originale
- (en) C. A. Lesueur, « Description of a new fish of the genus Salmo », Journal of the Academy of Natural Sciences of Philadelphia, vol. 5, no 1,‎ juillet 1825, p. 48-51 (ISSN 0885-3479).